# Phytocoris decorus
Phytocoris decorus är en insektsart som först beskrevs av Reuter 1909.  Phytocoris decorus ingår i släktet Phytocoris och familjen ängsskinnbaggar. Inga underarter finns listade i Catalogue of Life.